# Ramon Mitra junior

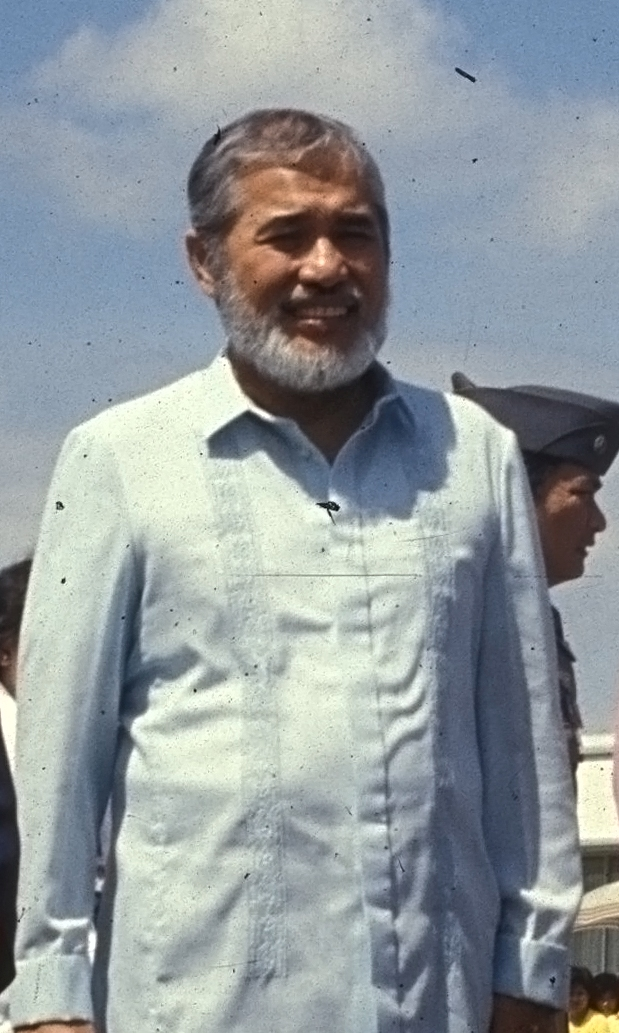
Ramon Mitra junior (1986)

Ramon Villarosa Mitra, Jr. (* 4. Februar 1928 in Puerto Princesa, Palawan; † 20. März 2000 in Makati City, Metro Manila) war ein philippinischer Politiker und prodemokratischer Aktivist zu Zeiten des Diktators Ferdinand Marcos.
Von 1987 bis 1992 war er Sprecher des philippinischen Repräsentantenhauses.
Er starb im Jahre 2000 an Leberkrebs.